# ホテルウーマン
『女の企業サスペンス・ホテルウーマン』（Hotel Woman）は、関西テレビが制作し、フジテレビ系列で1991年10月7日から12月23日まで放送された山崎洋子原作のテレビドラマ。
放送時間は月曜22:00 - 22:54（JST）。当時の月10ドラマは1クールごとにタイトルを付けながらも原則1回完結（オムニバス形式）のサスペンスシリーズを放送していたが、この作品では初めての試みとして1クールを通した連続物という形で放送した。
続編として翌1992年9月28日に『ホテルウーマンスペシャル 神尾柊子のとても長い一日』と1994年1月1日に『華麗なる別れ!ホテルウーマン'94 執念の出産!宿命女の闘い』が放送された。
2025年4月14日からBS松竹東急にて放送。

## あらすじ
神尾柊子はニューヨーク留学中のある日、恋人の白坂からの電話にただならぬ気配を感じる。急いで駆けつけるが間に合わず、白坂は自殺してしまう。その直後に柊子は白坂の子を身ごもっている事に気付く。柊子は未婚の母として生きる決心をすると同時にホテルウーマンを目指し、ホテルの採用試験を受ける。一方、白坂の妻の火奈子は夫が生前に柊子と交際していた事を知り、彼女に強い憎しみを持つ。

## キャスト

### 主人公
- 神尾柊子：沢口靖子

白坂と交際していたが死別。その後はニューヨークで経営管理士の資格を取得し、帰国後はプラザタカトウに就職、未婚の母として彼の子の「始(はじめ)」を育てながらホテルウーマンを目指す。そしてニューヨークにいた頃に出会い恋人になった良一の妻・火奈子との企業戦争に打ち込む。

### 柊子の周辺の人物
- 久間登喜子：高橋ひとみ

達郎の妻で、3人の子供の母。心が優しく、柊子を何かと励ます。
- 久間達郎：新井康弘

白坂良一とは旧知の仲で、良一の悲報を聞いて動揺する。登喜子と共に柊子を見守る。
- 神尾常子：野際陽子
- 井上祐介：船越栄一郎

柊子の子・始の主治医。柊子の立場を理解して励まし続けるが、そのうちに柊子に惹かれ始める。

### プラザタカトウ
- 長沢英一：内藤剛志

プラザタカトウ企画部支配人。敏腕でタカトウのイベントなどを仕切る。
- 大森清一：榊原利彦
- 美津子：上田亜矢子
- プラザタカトウ社長：庄司永建
- プラザタカトウ社員：山口健次

### 東京クイーンズホテル
- 白坂火奈子：秋野暢子

白坂の妻。ライバルの東京クイーンズホテル社長。柊子が夫と交際していた事を知り、また夫の自殺の原因は柊子にあると思い込んで、彼女に強い憎しみを持つ。
- 木邑雅之：片桐竜次

火奈子の兄。東京クイーンズホテル取締役。
- 白坂秋彦：菊池健一郎

白坂の愛人との間に出来た長男。高校生。血縁のない火奈子から快く思われていない。
（出典：）

### ゲスト
第1話
- 白坂良一：田中健

クイーンズホテルグループの重役で、柊子の恋人かつ火奈子の夫。ニューヨークでの事業失敗を苦に自殺する。
- 小手川：大竹まこと

第2話
- 高田純次
- 白川和子

第3話
- 小沢仁志

第4話
・片岡孝太郎
第5話
- 早川雄三

第11話
- 佐々岡：大島蓉子

長沢の後任で企画室に異動。

## サウンドトラック
すべて『ホテルウーマン オリジナルサウンドトラック』に収録。

### 主題歌
- B'z「ALONE」
作詞：稲葉浩志　作曲：松本孝弘　編曲：松本孝弘・明石昌夫

### 挿入歌
- 「Good-bye to you」栗林誠一郎
作詞：高樹沙耶　作曲：栗林誠一郎　編曲：栗林誠一郎・明石昌夫
- 「離したくはない」T-BOLAN
作詞、作曲：森友嵐士　編曲：西田魔阿思惟
- 「寂しさは秋の色」WANDS
作詞：上杉昇　作曲：栗林誠一郎　編曲：明石昌夫
- 「きれいだと言ってくれた」宇徳敬子
作詞、作曲：川島だりあ　編曲：池田大輔
- 「Hard to say good-bye」生沢佑一
作詞：小田佳奈子　作曲：栗林誠一郎　編曲：明石昌夫
- 「Stay」大黒摩季
作詞、作曲：大黒摩季　編曲：明石昌夫

## スタッフ
- 原作：山崎洋子  -毎日新聞社・刊-
- 製作：黒山忠久（関西テレビ）
- 企画：岡林可典（関西テレビ）、元村武（G・カンパニー）
- 脚本：西岡琢也
- 音楽：寺尾広
- 撮影：大石裕久
- SW：三浦孝夫
- 照明：生形浩司
- VE：阪上忠雄
- 録音：新川昌史
- 編集：宮崎清春、朝原正志
- EED：白水孝幸
- 選曲：合田豊
- 効果：宮田音響
- MA：井上学
- 美術：宮崎もりひろ
- 美術進行：泉佳子
- 装置：紀和美建
- 装飾：東京美工
- 衣裳：東京衣裳
- スタイリスト：Cコーポレーション
- メイク：ストロベリーキッズ
- スチール：スタジオかつむら
- 車輌：マエダオート
- 助監督：畠山典久
- 記録：磯野友佳惠
- 制作主任：永谷啓一、松岡利光
- 取材：吉村一風
- プロデューサー補：桜井貴浩
- 広報担当：久保秀人（関西テレビ）
- 技術協力：ビデオフォーカス
- 撮影協力：高輪プリンスホテル、新高輪プリンスホテル、赤坂プリンスホテル
- 車輌協力：近鉄モータース
- スタジオ：東映ビデオスタジオ
- プロデュース：小川誠（関西テレビ）、見留多佳城（G・カンパニー）、井上由紀（G・カンパニー）
- 監督
  - 和泉聖治（第1話）
  - 中野昌宏（第2 - 4話、第6 - 7話、第10 - 11話）
  - 花堂純次（第5話、第8 - 9話）
- 制作：関西テレビ、G・カンパニー